# 游騎兵7號

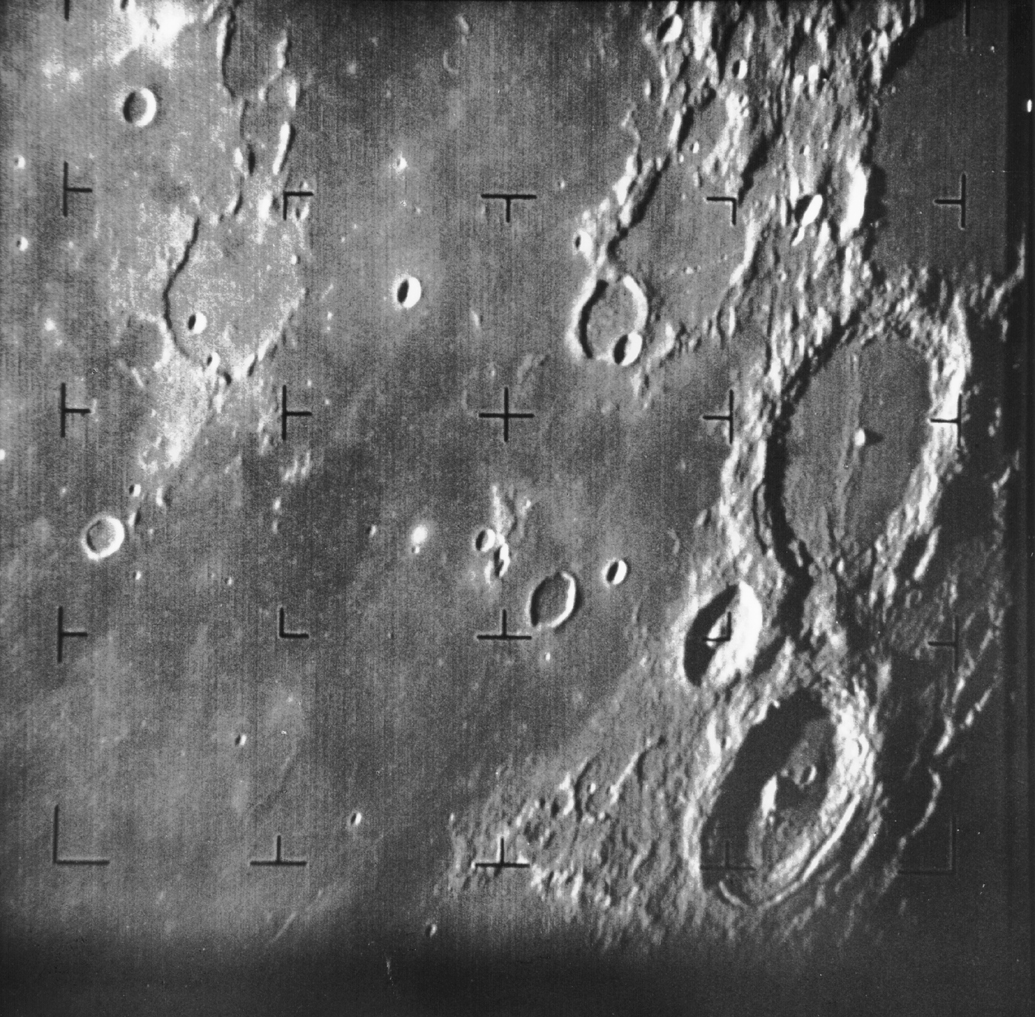
美國太空船獲得的第一張月球影像。在影像中間右側的巨大坑穴是阿方薩斯坑。

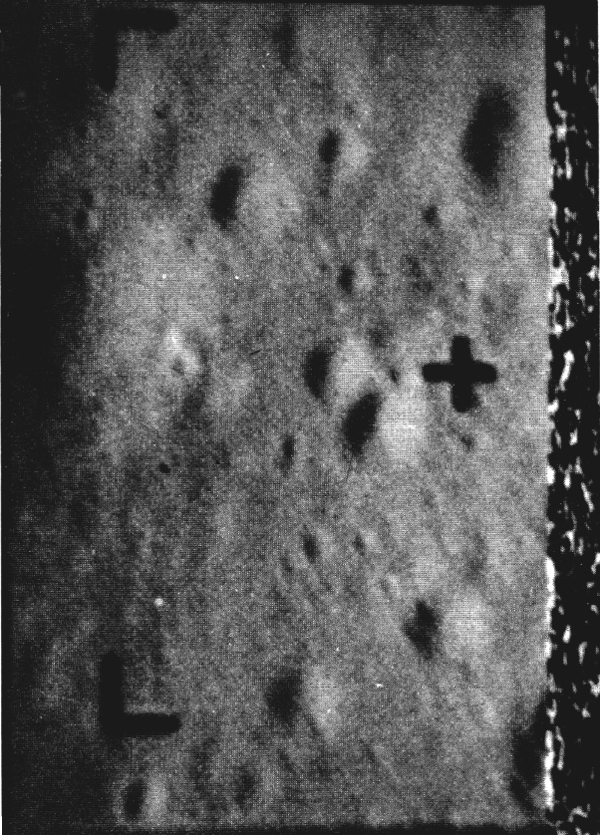
游騎兵7號的最後一張影像，大約在月球上空488米拍攝，能顯示出直徑38公分的坑穴。在右方的雜訊是太空船撞擊月球時對傳輸造成的影響。

游騎兵7號（英語：Ranger 7）是第一艘成功的將月球表面的近距離影像傳輸回地球的美國太空船，它也是游騎兵計畫中第一艘完全成功的太空船。游騎兵7號在1964年7月28日發射，設計的目的是以拋射軌道撞擊月球表面，並在撞擊前的最後幾分鐘內傳送回高解析度的月球表面影像。這艘太空船攜帶了6架電視光導攝像管，2架是廣角（F頻道，A和B攝影機），4架是窄視野（P頻道）來完成這些目標。這些攝影機分成兩組，各自有獨立的電源、計時器和傳輸設備，以最大的可能來獲得高品質的電視影像，每個頻道的影像都由獨立的管道傳送。沒有其它的實驗設備備安裝在這艘太空船上。

## 太空船設計
游騎兵6號、7號、8號、和9號都是屬於模組3形式的游騎兵太空船。這些太空船有一個直徑1.5米的六角形基座，在上面有推進器和動力系統，還有一座截去尖端以安放電視攝影機的圓錐形塔。兩個翼狀的太陽能板，每個寬379毫米、長1,537毫米，由基做相對的兩側向外擴展，跨度為4.6米，一個定向的高增益碟形天線被安裝在基座上遠離太陽能板的一個角上。一個圓柱狀的準靜態無定向天線被安置在錐形塔的頂端。太空船整體的高度是3.6米。
由4片噴流葉片進行向量控制、在中途修正與校正航向的推進器推力以肼為燃料，推力為224牛頓。三軸的定位指向和姿態控制以12個氮氣噴嘴與3個陀螺儀耦合。4個主要的太陽感測器、2個備用的太陽感測器射器，和一個地球感測器。動力由在兩片太陽能板上，陣列面積為2.3平方米的9,792個太陽電池供應，產生的動力為200瓦。兩個功率為1200瓦-小時，電壓26.5伏特的銀鋅-氧電池可以單獨提供分離的通信與電視攝影機的機組運作9小時，兩個1千瓦-小時的銀鋅氧蓄電池儲存太空船運作所需要的電力。
通訊可以經由準靜態無定向的低增益天線和拋物面的高增益天線。太空船的傳輸器包括電視頻道F在959.52MHz的60瓦功率，和電視頻道P在960.05MHz的60瓦功率，還有頻道8在960.58上的3瓦傳輸器。電訊設備將照像圖片的訊號轉換為視訊的RF訊號後，由太空船的高增益天線依序傳送。足夠的視頻頻寬使窄視野和廣角的電視圖片影像都可以快速的傳送。

## 任務簡介
阿特拉斯 250D和愛琴娜B6009助推器在發射時名義上是執行將愛琴娜和游騎兵送入高度192公里的地球泊車軌道，但在發射後一個半小時，愛琴娜的引擎再度點燃將太空船送入前往月球的拋射軌道。在與愛琴娜分離後，太陽能板啟動，姿態控制開始運作，太空船的信號傳輸也從無定向天線切換至高增益天線。第二天，7月29日，計畫中的中途修正在10:27UT啟動，包括火箭短時間的再發動。在飛行途中唯一的異常是太空船與甘迺迪太空中心的DSIF追蹤站之間的一個雙向鎖定發生的短時間的流失。
游騎兵7號在7月31日抵達月球，在撞擊前18分鐘F頻道的攝影機開始一分鐘的暖機，在13:08:45 UT，高度2110公里處拍攝了第一張影像。在後續的17分鐘飛行時間共傳送回4,308張優質的照片，在碰撞前傳送回的最後一張照片解析度達到50公分。太空船沿著一個雙曲線軌道的路徑，以一條與月球赤道呈-5.57度的漸近線，直接撞擊到月球表面。軌道平面對月球赤道的傾斜角是26.84度。在飛行68.6小時後，游騎兵7號撞擊在雲海和風暴洋之間的區域（之後被命名為智海），大約在10.35S，339.42E（依據游騎兵7號的月球照片，撞擊點最初認定的座標是10.63 S, 339.34 E）。撞擊的時間是13:25:48.82 UT，速度為2.62 公里/秒。

## 外部連結
- 游騎兵7號的影像 （页面存档备份，存于）
- 撞擊月球：游騎兵計畫的歷史 (PDF) 1977年 （页面存档备份，存于）(英文)